# Vidrà (kommun)
Vidrà är en kommun i Spanien.   Den ligger i provinsen Província de Girona och regionen Katalonien, i den östra delen av landet, 500 km öster om huvudstaden Madrid. Antalet invånare är 163. Arean är 34 kvadratkilometer. Vidrà gränsar till Vallfogona de Ripollès, Riudaura, La Vall d'en Bas, Sant Pere de Torelló, Santa Maria de Besora och Ripoll. 
Terrängen i Vidrà är kuperad.